# Wolf Ernst zu Stolberg
Graf Wolf Ernst zu Stolberg (* 30. November 1546; † 10. April 1606 auf Schloss Wernigerode) war Landesherr verschiedener Stolberger und Wernigeroder Landesteile.

## Leben
Wolf Ernst war der älteste überlebende Sohn des Grafen Wolfgang zu Stolberg. Im Alter von fünf Jahren verlor er seinen Vater. Seine Mutter Gräfin Genovefa von Wied starb, als er zehn Jahre alt war. Zu seinen verschiedenen Vormündern zählte sein Onkel Graf Ludwig zu Stolberg, bei dessen Ehefrau Walpurg er in Königstein und Wertheim aufwuchs. Gemeinsam mit den Söhnen des Pfalzgrafen Wolfgang von Zweibrücken unternahm er mehrere Bildungsreisen, insbesondere nach Schweden.
Im Alter von 24 Jahren wurde Wolf Ernst aufgrund der Entscheidung des Reichstags von Augsburg am 1. Juni 1566 von Michaelis 1570 bis Michaelis 1572 für zwei Jahre regierender Herr der stolbergischen Lande. Danach war er Mitregent. Als Hofhaltungssitz wählte er Wernigerode, wo er  das Schloss erweitern und einen Lustgarten anlegen ließ und begann, eine umfangreiche Bibliothek (Stolbergische Bibliothek Wernigerode) anzulegen.
Wolf Ernst unterzeichnete die Konkordienformel von 1577 und das Konkordienbuch von 1580. 1594 nahm er am Reichstag in Regensburg teil und war 1596 bei der Krönung des Königs Christian IV. von Dänemark zugegen.
Nach dem Tod seines Onkels, des Grafen Albrecht Georg zu Stolberg, der auch in Wernigerode residierte, war er Ältester der Grafen zu Stolberg und in dieser Funktion ab 1589 alleiniger Herr der Grafschaft Wernigerode. Gleichzeitig war er von 1589 bis 1594 als Statthalter und Hofrichter des Herzogs Heinrich Julius von Braunschweig in Wolfenbüttel tätig.
Graf Wolf Ernst förderte in erheblichem Maß das Geistesleben in Wernigerode.

## Familie
Er blieb unverheiratet, hatte aber eine Beziehung zu der Pfarrerstochter Catharina Lappe (1554–1634), mit der er mehrere Kinder hatte, die den Namen "von Stolberg" erhielten. Auch hatte er mit einer Frau aus Halberstadt einen unehelichen Sohn, der den Namen Ernst trug.